# Делчо Радивчев
Делчо Радивчев е български музикант, диригент, композитор и музикален педагог.
Роден е на 28 февруари 1927 г. в град Панагюрище, където получава образование в Панагюрската гимназия (днес Средно училище „Нешо Бончев“) и започва да се занимава с музика. Военната си служба Радивчев отбива в Ансамбъла на строителните войски. След казармата, през 1949 г. създава хор към местната организация на РМС, който през 1950 г. прераства в градски хор. През 1951 г. той е преименуван на Ансамбъл „Ралчо Сапунджиев“.
Делчо Радивчев в Панагюрище основава към Народно читалище „Виделина – 1865“ оперен състав. Освен това създава през 1953 г. и градския духов оркестър, наречен по-късно на неговото име – Духов оркестър „Делчо Радивчев“. Двата ансамбъла той дирижира в продължение на почти три десетилетия до смъртта си.
Делчо Радивчев, възпитаник на Българската държавна консерватория, е автор на две оперети, една оратория и над сто обработки на панагюрски народни и възрожденски песни за смесен хор и оркестър.
Делчо Радивчев почиива в родния си град на 24 януари 1982 г.